# (5638) Deicoón
(5638) Deicoón es un asteroide que forma parte de los asteroides troyanos de Júpiter descubierto el 10 de octubre de 1988 por Carolyn Shoemaker y por su esposo que también era astrónomo Eugene Shoemaker desde el Observatorio del Monte Palomar, Estados Unidos.

## Designación y nombre
Designado provisionalmente como 1988 TA3. Fue nombrado Deicoón en homenaje a Deicoón, hijo de Pergasos y amigo de Eneas. Deicoón era un luchador que usaba la lanza y un hombre muy honrado por los troyanos, ya que se apresuró a unirse a la línea de batalla. Fue asesinado por la lanza de Agamenón que atravesó su escudo.

## Características orbitales
Deicoón está situado a una distancia media del Sol de 5,245 ua, pudiendo alejarse hasta 5,809 ua y acercarse hasta 4,681 ua. Su excentricidad es 0,107 y la inclinación orbital 10,91 grados. Emplea 4388,34 días en completar una órbita alrededor del Sol.

## Características físicas
La magnitud absoluta de Deicoón es 10,5. Tiene 41,455 km de diámetro y su albedo se estima en 0,071. 